# Ingrid Krämer
Ingrid Krämer, coniugata Engel e, successivamente, Gulbin (Dresda, 29 luglio 1943), è un'ex tuffatrice tedesca orientale.
Ha rappresentato la Squadra Unificata Tedesca ai Giochi olimpici di Roma 1960 e Tokyo 1964, vincendo tre medaglie d'oro ed una d'argento.

## Palmarès
- Giochi olimpici

Roma 1960: oro nella piattaforma 10 metri e nel trampolino 3 metri femminile.
Tokyo 1964: oro nel trampolino 3 metri e argento piattaforma 10 metri femminile

## Riconoscimenti
È stata eletta sportiva tedesca orientale dell'anno negli anni 1960, 1962, 1963 e 1964.
È stata inserita nell'International Swimming Hall of Fame a Fort Lauderdale Florida nel 1975.